# Station Sveti Danijel
Station Sveti Danijel (Duits: Sankt Daniel) is een spoorwegstation aan de Drautalspoorlijn bij het dorp Sveti Danijel in de gemeente Dravograd (Slovenië-Koroška).
Omdat het gebied overwegend Sloveenstalig was (een slavische taal) werd het na 1918 bij het nieuwe Koninkrijk Joegoslavië (Zuid-Slavië) als Staat van Slovenen, Kroaten en Serven gevoegd.